# Adrien de Braekeleer

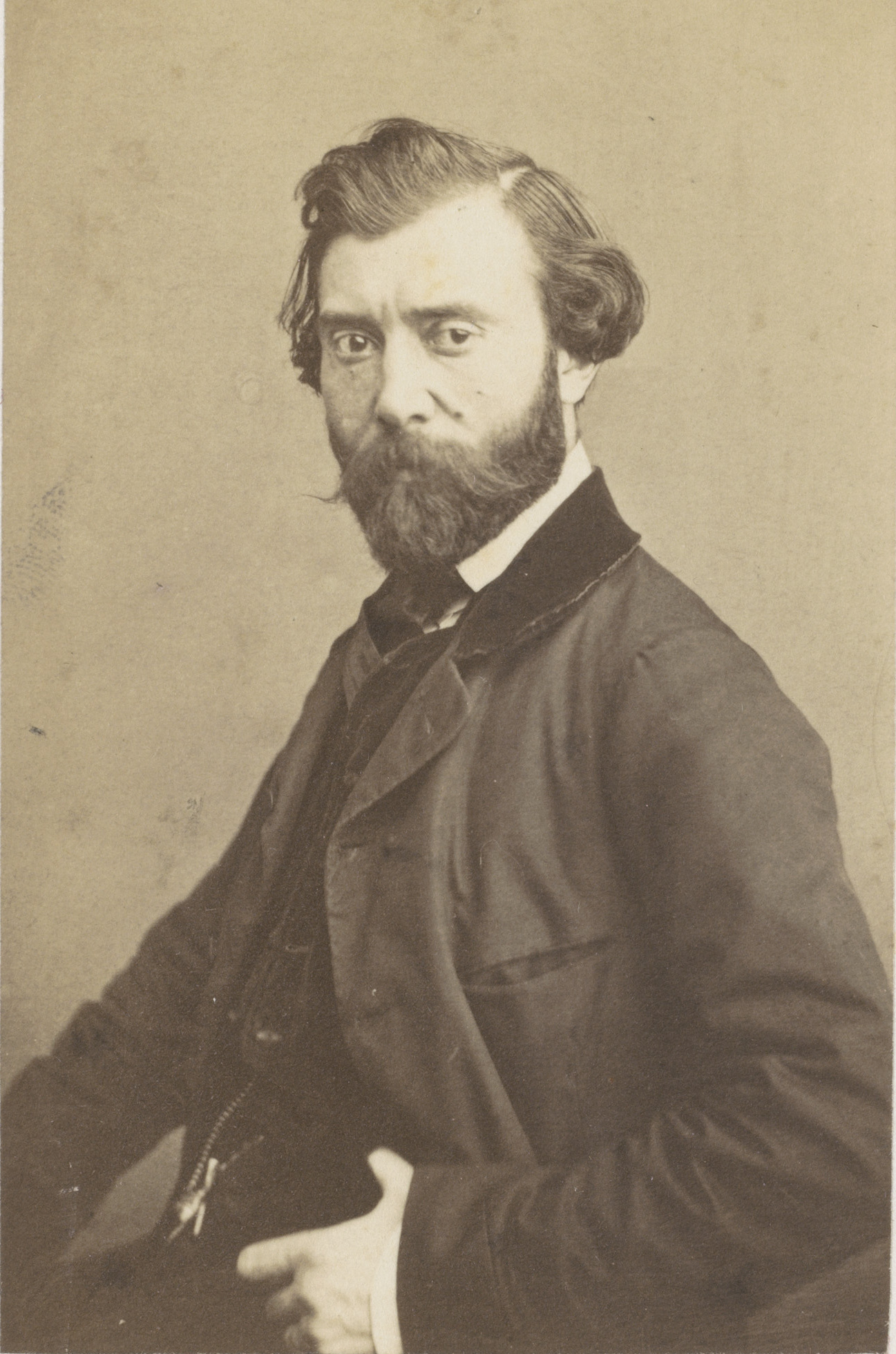
Adrien de Braekeleer porträtiert von Joseph Dupont

Adrien de Braekeleer, auch Adriaan de Braekeleer (* 1. März 1818 in Antwerpen; † 5. April 1904 ebd.), war ein belgischer Maler.

## Biographisches
Adrien de Braekeleer erlernte das Handwerk der Malerei bei seinem Onkel Ferdinand de Braekeleer. Sein Bruder Jacques war ebenfalls als Künstler tätig und widmete sich der Bildhauerei.
Seine Werke sind der Genremalerei zuzuordnen und werden mit denen des Hendrik Leys verglichen.

## Werke (Auswahl)

Der Hufschmied im Königlichen Museum der Schönen Künste, 1878
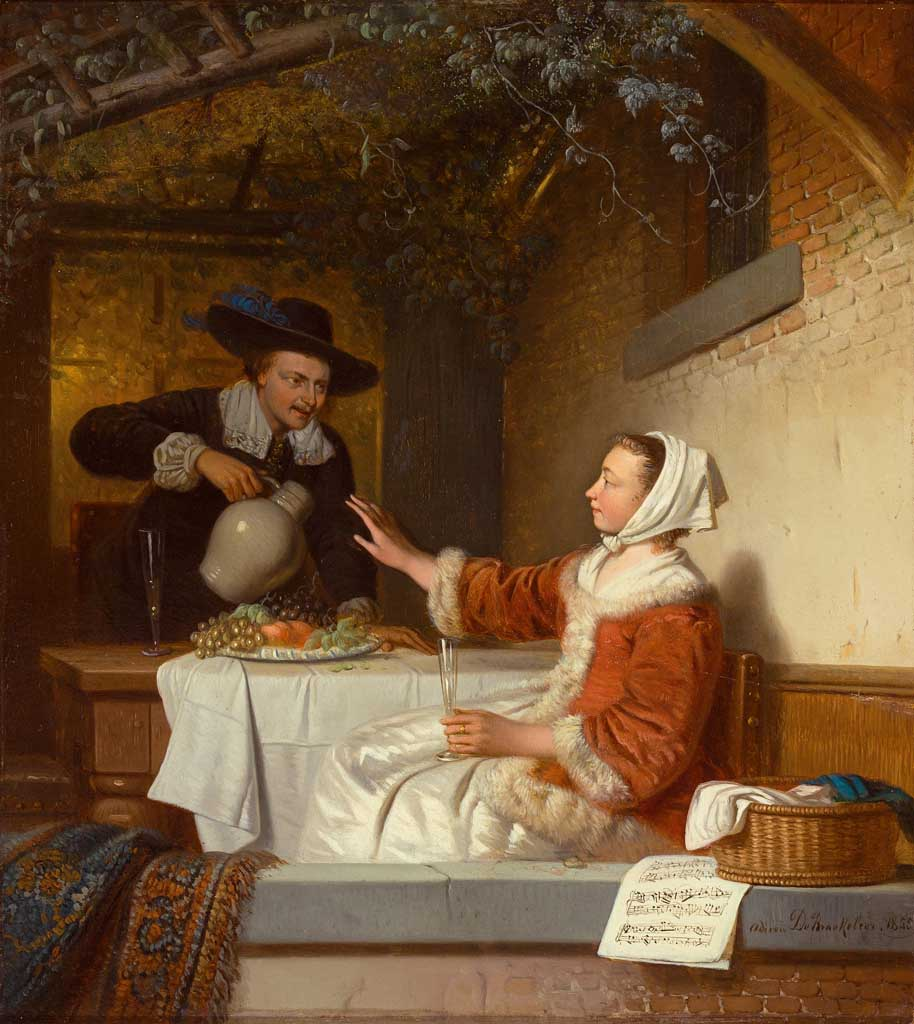
Genreszene, 1855
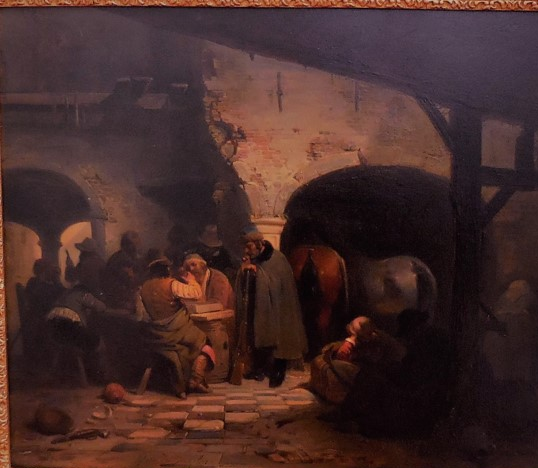
Jäger im Gasthof

Adrien de Braekeleers Werke sind unter anderem in der Staatsgalerie Stuttgart sowie in der Hamburger Kunsthalle ausgestellt.